# 그린슬리브즈

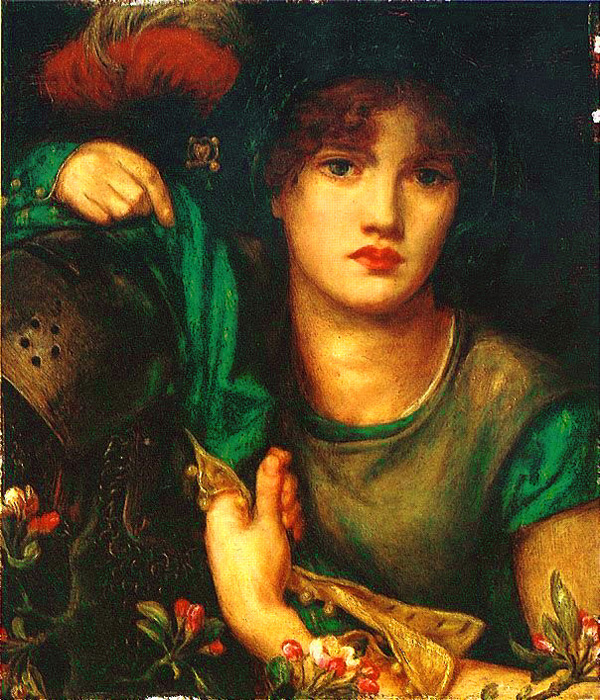
"My Lady Greensleeves", 단테 가브리엘 로세티 작, 1864년

그린슬리브즈(Greensleeves)는 영국의 전통 민요이자 곡조이다. 가장 널리 퍼진 전설로는 헨리 8세가 애인이자 이후에 반려자가 되는 앤 볼린을 위해 만들었다고 한다.

## 같이 보기
- 태양의 신부: SBS의 아침드라마 태양의 신부에서 이 곡이 배경음악으로 사용되었다.
- 미스터 션샤인: tvN의 토일 드라마, 미스터 션샤인에서 배경음악으로 사용되었고, 작중 오르골에서 자주 재생된다.